# Vodno, Pljevlja
Vodno este un sat din comuna Pljevlja, Muntenegru. Conform datelor de la recensământul din 2003, localitatea are 57 de locuitori (la recensământul din 1991 erau 103 locuitori).

## Demografie
În satul Vodno locuiesc 48 de persoane adulte, iar vârsta medie a populației este de 45,2 de ani (47,3 la bărbați și 43,3 la femei). În localitate sunt 22 de gospodării, iar numărul mediu de membri în gospodărie este de 2,59.
Această localitate este populată majoritar de sârbi (conform recensământului din 2003).
|  |

| Demografie | Demografie | Demografie |
| An         | Locuitori  | Locuitori  |
| ---------- | ---------- | ---------- |
|            |            |            |
|            |            |            |
|            |            |            |
|            |            |            |
| 1948       | 130        |            |
| 1953       | 146        |            |
| 1961       | 160        |            |
| 1971       | 151        |            |
| 1981       | 123        |            |
| 1991       | 103        | 103        |
| 2003       | 57         | 57         |

| \| Componența etnică conform recensământului din 2003[2] \| Componența etnică conform recensământului din 2003[2] \| Componența etnică conform recensământului din 2003[2] \| Componența etnică conform recensământului din 2003[2] \| Componența etnică conform recensământului din 2003[2] \| \| ----------------------------------------------------- \| ----------------------------------------------------- \| ----------------------------------------------------- \| ----------------------------------------------------- \| ----------------------------------------------------- \| \| \| \| \| \| \| \| Sârbi \| Sârbi \| \| 49 \| 85,96% \| \| Muntenegreni \| Muntenegreni \| \| 8 \| 14,03% \| \| necunoscută \| necunoscută \| \| 0 \| 0% \| |              |  |    |        |
| Componența etnică conform recensământului din 2003 |              |  |    |        |
| |              |  |    |        |
| Sârbi | Sârbi        |  | 49 | 85,96% |
| Muntenegreni | Muntenegreni |  | 8  | 14,03% |
| necunoscută | necunoscută  |  | 0  | 0%     |